# Trémentines
Trémentines település Franciaországban, Maine-et-Loire megyében. Lakosainak száma 3078 fő (2022. január 1.). Trémentines Cholet, Le May-sur-Èvre, Nuaillé, Vezins, Chemillé-en-Anjou és Beaupréau-en-Mauges községekkel határos.

## Népesség
A település népessége az elmúlt években az alábbi módon változott:
| Lakosok száma | 2037 | 2805 | 3034 | 2794 | 2823 | 2912 | 3005 | 3088 | 3085 | 3078 |
|               | 1968 | 1982 | 1990 | 2006 | 2013 | 2015 | 2017 | 2019 | 2020 | 2022 |